# Ключ в геральдике
Ключ (замочные ключи) — искусственная негеральдическая гербовая фигура.
Первоначально слово “ключ” имело одно значение — закрывать (clavis; claudere).

## История
Основная статья: Камергерский ключ
Древние монархи хранили казну в специальной комнате-камере, которую называли сокровищницей (aerarium), ключи от которой доверялись хранителю — камергеру (камерарию). Происхождение термина связано с его “официальной, подразумевающей придворную службу при комнате (camera) короля” функцией.  Служба включала множество обязанностей, от “домашней” ответственности за охрану монарших апартаментов,  до наружной (во время войны) охраны королевского штандарта, а также защиту помещения, где находилась казна (фр. Chamber;  англ. Chamber; нем.Kammer;  итал. Camera; исп. camera), откуда и происходят, соответственно, все варианты названия придворных должностей — камергер (chambellan; chamberlain; Kammerherr;  camarero;  ciambellano). Объектом деятельности камергера был дом монарха (не путать с древними майордомами, т.к. этот термин непосредственно происходит от латинского слова “major domus”, старший (раб) в доме) или в доме императора (archicamerarius; ErzKammerer). Это происхождение очень интересно с точки зрения геральдики: французский Главный казначей носил, как знак своей должности — два ключа, прикреплённых крест-накрест, тогда как Главный распорядитель финансов носил их вертикально, в столб и противообращёнными. Данная форма перекочевала на фамильные гербы дворянских родов, предки которых служили в данных должностях.
Начиная с XVIII века, камергеры во многих странах Европы, уступил свои первоначальные финансовые функции “хранителя казны”, более влиятельному сановнику, сохранив “домашние” функции и роль главного церемониймейстера. Во Франции, должность сохранялась до времён Второй империи, а в Англии существуют и поныне.

## Ключ в гербах городов
Эмблема городского ключа известна с античных времен. Со времен средневековья, как самостоятельная, символизировала безопасность.  Если ключи были внесены в герб самим гербовладельцем, то впоследствии, при сдаче крепости или города победителю,  вносились в городской герб по соизволению короля или императора и символизировало — покорность. Изображение ключа в гербах средневековья имело одну смысловую нагрузку: пока ключи находятся у владельца (хозяина), он чувствует себя в безопасности, но когда ему приходится отдавать их победителю, то он, лишается безопасности и ему ничего не остается, как покориться своему врагу.
Эмблема ключей вносилась в гербы почти всех городов и крепостей, ключевых в стратегическом отношении населенных пунктов, портов, находящихся в проливах. Керчь имел в своем гербе эмблему ключа (независимо от того, принадлежал ли он грекам, хазарам, туркам или России). Выражение “принести ключ” дожило до наших дней, когда городских ворот и стен давно не существует и выражает жест городской общины к покорности, преданности и в худшем случае сдачи города (Наполеон I ждал ключи от Москвы на Поклонной горе). В городском гербе ключ может означать (кроме случаев пожалования) независимость народа проживающего в городе.
В Российской империи ключи имели в городских гербах: Борисов (Минской губ), Городище, Перекоп, Пернов, Петровск, Рига, Юрьев (Дерпт), Керчь и Шлиссельбург, а также  в гербе Плоцкой губернии.
В советской геральдике, ключ в городских гербах, как эмблема совершенно не употреблялся, так как попал в число отмененных знаков, связанный с завоевательной политикой.
В международной геральдике ключ по-прежнему присутствует, как ”жива” эмблема, не только в гербах городов, но и в ряде гербов государств (Куба и Маврикия).

## Ключ в церковных гербах
Основная статья: Ключ Царства Небесного
В Библии ключи — символы власти и могущества, что нашло отражение в эмблеме папства и атрибутах святого Петра.Два скрещенных ключа служат основной эмблемой герба Ватикана, обладая иным значением — это «ключи святого Петра», чьим наместником на Земле считает себя Папа Римский. В эмблематическом отношении эти ключи отличаются от гербового городского ключа безопасности: их не только обязательно два, но они и изображаются двумя цветами: один — золотой (власть священничества), второй — серебряный (власть светская).
В герб города Авиньон, который с 1348 по 1797 г. был  владением пап, включён третий ключ в качестве символа подчиненности города церковной власти.

## Ключ в дворянских гербах
В данном случае, речь идёт о «пожалованных гербах», в которых появляется один и более (signum clvis) ключей. В европейской геральдике ключ выбирал гвельфы, причём того цвета, которым хотели подчеркнуть свою «верность, право на власть и попечение», либо из-за созвучия в фамилии.
В польской геральдике имеется герб с ключом — Ясенчик, которым пользуются и несколько русских дворянских родов.
В русской геральдике, в подавляющем числе, ключи пожалованы в гербы в связи со службой представителя рода камергером. Из известных родов имеющий золотой ключ в гербе — потомки «мужа честна» Индриса: Даниловы, Дурново, Васильчиковы, Толстые, которые по баснословной легенде происхождения рода от рыцаря, который бежал из крепости при помощи ключа присланного через птицу.

## Блазонированиеключей
В гербах, где имеются ключи, необходимо указывать их число, цвет и расположение, которое обычно даётся столбом, бородкой вверх и обращённой вправо. Если бородка на ключе обращена влево, то он называется противо-обращённый.  Ключи изображаются: вертикально и горизонтально положенными. Цветовое изображение: золото, серебро, реже чернь и червлень.  Бородка может быть двойной и довольно сложной по форме.  Кольцо обычно овальное или трёх лепестковое, может быть даже в форме ромба (древнего типа). Два ключа могут помещаться столбом, повёрнутыми в разные стороны, иногда со связанными кольцами (цепью, лентой) или обращённые друг к другу, равно, как располагаться наискось перекрещенными, бородками внутрь или наружу, связанными или нет. Более редкие варианты — связкой, с поясом, вилообразным крестом и.т.д. Герб, имеющий в своём составе перекрещенные меч и ключ, указывает на владельца — коменданта крепости или защитника пограничных земель (граница на замке).

## Галерея
- Герб Пярну
- Герб Градижска
- Герб Тарту
- Герб Риги
- Герб Керчи
- Герб Шлиссельбурга
- Герб Петровска
- Герб Плоцкой губернии
- Герб Борисова
- Герб Армянска
- Герб Кубы
- Герб Марвикия